# Minister za solidarno prihodnost Republike Slovenije
Minister za solidarno prihodnost Republike Slovenije je politični vodja Ministrstva za solidarno prihodnost Republike Slovenije, ki ga predlaga predsednik Vlade Republike Slovenije in imenuje Državni zbor Republike Slovenije ter je po Zakonu o Vladi Republike Slovenije član Vlade Republike Slovenije.

## Seznam

#### 15. vlada Republike Slovenije
- Simon Maljevac, Levica (24. januar 2023-danes)